# Newcastle, Oklahoma
Newcastle är en ort i McClain County i delstaten Oklahoma, USA.